# Sten-Erik Anderson
Sten-Erik Anderson (nascido a 30 de janeiro de 1991) é um remador estoniano. Nasceu em Parnu.
Pratica remo desde 2003, treinado por Reet Palm e Matti Killing. Venceu campeonatos da Estónia 23 vezes. Em 2016 foi reserva da equipa de remo da Estónia nos Jogos Olímpicos de Verão de 2016 no Rio de Janeiro. Em 2009 foi eleito o melhor remador júnior da Associação de Remo da Estónia.